# Fowtbolayin Akowmb Spartak Yerevan
El Fowtbolayin Akowmb Spartak Yerevan (també escrit FC Spartak Yerevan) fou un club de futbol armeni de la ciutat de Yerevan.

## Història
El club nasqué l'any 2001 amb el nom FC Araks-Impeks Yerevan, després d'obtenir els drets de l'equip dissolt per problemes econòmics Araks Ararat FC. Més tard adoptà el nom FC Spartak Yerevan. L'any 2003 l'entitat es va dissoldre, passant els jugadors al club FC Banants. El club fou quart a la lliga armènia l'any 2002.